# Stichopogon minor
Stichopogon minor är en tvåvingeart som beskrevs av Hardy 1934. Stichopogon minor ingår i släktet Stichopogon och familjen rovflugor. Inga underarter finns listade i Catalogue of Life.